# Гайленд-Гайтс (Огайо)
Гайленд-Гайтс (англ. Highland Heights) — місто (англ. city) в США, в окрузі Каягога штату Огайо. Населення — 8719 осіб (2020).

## Географія
Гайленд-Гайтс розташований за координатами 41°33′6″ пн. ш. 81°28′9″ зх. д. / 41.55167° пн. ш. 81.46917° зх. д. (41.551779, -81.469116).  За даними Бюро перепису населення США в 2010 році місто мало площу 13,34 км², уся площа — суходіл.

## Демографія
Згідно з переписом 2010 року, у місті мешкало 8345 осіб у 3205 домогосподарствах у складі 2481 родини. Густота населення становила 625 осіб/км².  Було 3405 помешкань (255/км²).
Расовий склад населення:
| - 91,0 % — білих - 5,8 % — азіатів - 1,9 % — чорних або афроамериканців - 0,1 % — корінних американців |

До двох чи більше рас належало 0,9 %. Частка іспаномовних становила 1,4 % від усіх жителів.
За віковим діапазоном населення розподілялося таким чином: 21,8 % — особи молодші 18 років, 58,2 % — особи у віці 18—64 років, 20,0 % — особи у віці 65 років та старші. Медіана віку мешканця становила 48,2 року. На 100 осіб жіночої статі у місті припадало 97,0 чоловіків;  на 100 жінок у віці від 18 років та старших — 91,1 чоловіків також старших 18 років.
Середній дохід на одне домашнє господарство  становив 115 969 доларів США (медіана — 100 470), а середній дохід на одну сім'ю — 129 741 долар (медіана — 104 693). Медіана доходів становила 69 122 долари для чоловіків та 51 540 доларів для жінок. За межею бідності перебувало 3,8 % осіб, у тому числі 5,3 % дітей у віці до 18 років та 1,6 % осіб у віці 65 років та старших.
Цивільне працевлаштоване населення становило 4347 осіб. Основні галузі зайнятості: освіта, охорона здоров'я та соціальна допомога — 30,3 %, роздрібна торгівля — 11,8 %, мистецтво, розваги та відпочинок — 11,6 %, науковці, спеціалісти, менеджери — 11,4 %.